# Storia di un soldato
Storia di un soldato (A Soldier's Story) è un film del 1984 diretto da Norman Jewison, basato sull'omonimo dramma di Charles Fuller, premiato con il Premio Pulitzer nel 1982.
Racconto drammatico sulle disparità tra bianchi e neri anche in tempo di guerra nell'US Army, passando dalla segregazione razziale alle leggi Jim Crow.

## Trama
Un capitano afroamericano viene messo a capo delle indagini sull'omicidio di un sergente di colore, veterano della prima guerra mondiale, avvenuto nei pressi di una base militare in Louisiana verso la fine della seconda guerra mondiale.
Indagando sul passato di un uomo apparentemente "fantasma", l'ufficiale è costretto a subire i pregiudizi e i rancori che la popolazione e gli stessi commilitoni gli dimostrano, soprattutto perché è il primo uomo di colore che viene visto ricoprire la sua carica ed il suo grado.

## Produzione
Il film è l'adattamento del dramma A Soldier's Play, di Charles Fuller, portato a Broadway nel 1981 e vincitore di un premio Pulitzer come "Miglior dramma teatrale" l'anno successivo.
Jewison ebbe difficoltà nel reperire finanziamenti e nel trovare delle case cinematografiche disposte a occuparsi del progetto. Il regista ha raccontato che studi come Warner Bros., Universal Pictures, United Artists e Metro-Goldwyn-Mayer declinarono l'invito dopo aver letto la sceneggiatura con protagonista un afroamericano e i problemi del razzismo all'epoca della seconda guerra mondiale.
Tuttavia la Columbia Pictures mostrò un'apertura sin dal primo contatto, concedendo però a Jewison un budget limitato per evitare una perdita grave in caso di flop al botteghino. L'eventualità della mancanza di incassi era il principale motivo per il quale le altre case produttrici avevano rifiutato di finanziare il film.
Jewison inviò la sceneggiatura a Frank Price, dirigente della Columbia, che approvò il progetto giudicandolo a dir poco estasiante, ma la storia non sembrava una di quelle destinare a fare successo commerciale e proprio per questo offrì al regista una produzione con 5.000.000$ di budget, senza uno stipendio per il regista. In difesa di Jewison intervenne la Directors Guild of America, che ritenendo obbligatorio pagare un regista per il suo lavoro, riuscì a procurargli un salario seppur molto basso.

### Riprese
Il film è stato interamente girato in Arkansas, tra le location si citano la base Lamar Porter Athletic Field, Clarendon e Little Rock.
Per alcune riprese ha avuto una parte attiva l'allora governatore Bill Clinton, che entusiasta della storia ha aiutato Jewison a convocare molti uomini in servizio presso la Guardia Nazionale, poiché il regista non poteva permettersi ulteriori spese per pagare comparse o soldati extra.
Le riprese sono state ultimate nella regione Fort Chaffee, sede dell'omonima base militare e Fort Smith.

## Riconoscimenti
- 1985 - Premio Oscar
  - Nomination Miglior film a Norman Jewison, Ronald L. Schwary e Patrick J. Palmer
  - Nomination Miglior attore non protagonista a Adolph Caesar
  - Nomination Migliore sceneggiatura non originale a Charles Fuller
- 1985 - Golden Globe
  - Nomination Miglior film drammatico
  - Nomination Miglior attore non protagonista a Adolph Caesar
  - Nomination Migliore sceneggiatura a Charles Fuller
- 1984 - Los Angeles Film Critics Association Award
  - Miglior attore non protagonista a Adolph Caesar

I principali riconoscimenti vengono però assegnati ad altri film in concorso, in particolare ad Amadeus di Miloš Forman, e Storia di un soldato ottiene un Edgar Award al miglior film, un Los Angeles Film Critics Association Awards al miglior attore non protagonista (Adolph Caesar) e il Gran Premio della Giuria al Moscow International Film Festival.